# Kâmpóng Svay (gmina)
Kâmpóng Svay – gmina (khum) w północno-zachodniej Kambodży, w środkowej części prowincji Bântéay Méanchey, w dystrykcie Seirei Saôphoăn. Stanowi jedną z 8 gmin dystryktu.

## Miejscowości
Na obszarze gminy położonych jest 5 miejscowości:
- Kâmpóng Svay
- Kang Va
- Phum Pir
- Pongro
- Souphi